# Hatzendorf
Hatzendorf ist eine Ortschaft und eine Katastralgemeinde der Stadtgemeinde Fehring im Bezirk Südoststeiermark im Südosten der Steiermark.
Hatzendorf bildete früher zusammen mit weiteren Ortschaften auch eine selbständige Gemeinde mit 1751 Einwohnern (Stand 1. Jänner 2014). Im Zuge der Gemeindestrukturreform in der Steiermark ist sie seit 2015 mit den Gemeinden Pertlstein, Hohenbrugg-Weinberg, Johnsdorf-Brunn und Fehring zusammengeschlossen,
die neue Gemeinde führt den Namen Fehring weiter. Grundlage dafür ist das Steiermärkische Gemeindestrukturreformgesetz – StGsrG.

## Geografie

### Geografische Lage
Hatzendorf liegt ca. 44 km östlich von Graz und ca. 10 km nordöstlich der Bezirkshauptstadt Feldbach im Oststeirischen Hügelland.

### Gliederung
Das ehemalige Gemeindegebiet umfasste folgende sechs Ortschaften (in Klammern Einwohnerzahl Stand 1. Jänner 2024):
- Habegg (165)
- Hatzendorf (793)
- Oedgraben (108)
- Stang (305)
- Tiefenbach (196)
- Unterhatzendorf (95)

Die Gemeinde bestand aus den Katastralgemeinden Habegg, Hatzendorf, Oedgraben, Stang und Tiefenbach.

### Höchste Erhebung
Der Schießlkogl mit 389 m Seehöhe ist der höchste Berg der ehemaligen Gemeinde Hatzendorf.

## Öffentlicher Verkehr
In Hatzendorf ist eine Haltestelle der Thermenbahn Fehring-Friedberg.

### Nachbargemeinden bis Ende 2014
- im Norden: Breitenfeld an der Rittschein und Söchau
- im Osten: Hohenbrugg-Weinberg und Unterlamm
- im Süden: Johnsdorf-Brunn
- im Westen: Lödersdorf und Riegersburg

## Politik

### Gemeinderat
Der Gemeinderat bestand bis Ende 2014 aus 15 Mitgliedern und setzte sich seit der Gemeinderatswahl 2010 aus Mandaten der folgenden Parteien zusammen:
- 10 ÖVP – stellte Bürgermeister und Vizebürgermeister
- 4 SPÖ
- 1 FPÖ

### Wappen
Das am 29. Mai 1978 verliehene Gemeindewappen wird in der Verleihungsurkunde folgendermaßen beschrieben:

„Ein viermal von Schwarz und Silber gespaltener Schild, darin pfahlweise in verwechselten Farben vorne ein Schlüssel und hinten ein gekürztes Schwert“

## Kultur und Sehenswürdigkeiten

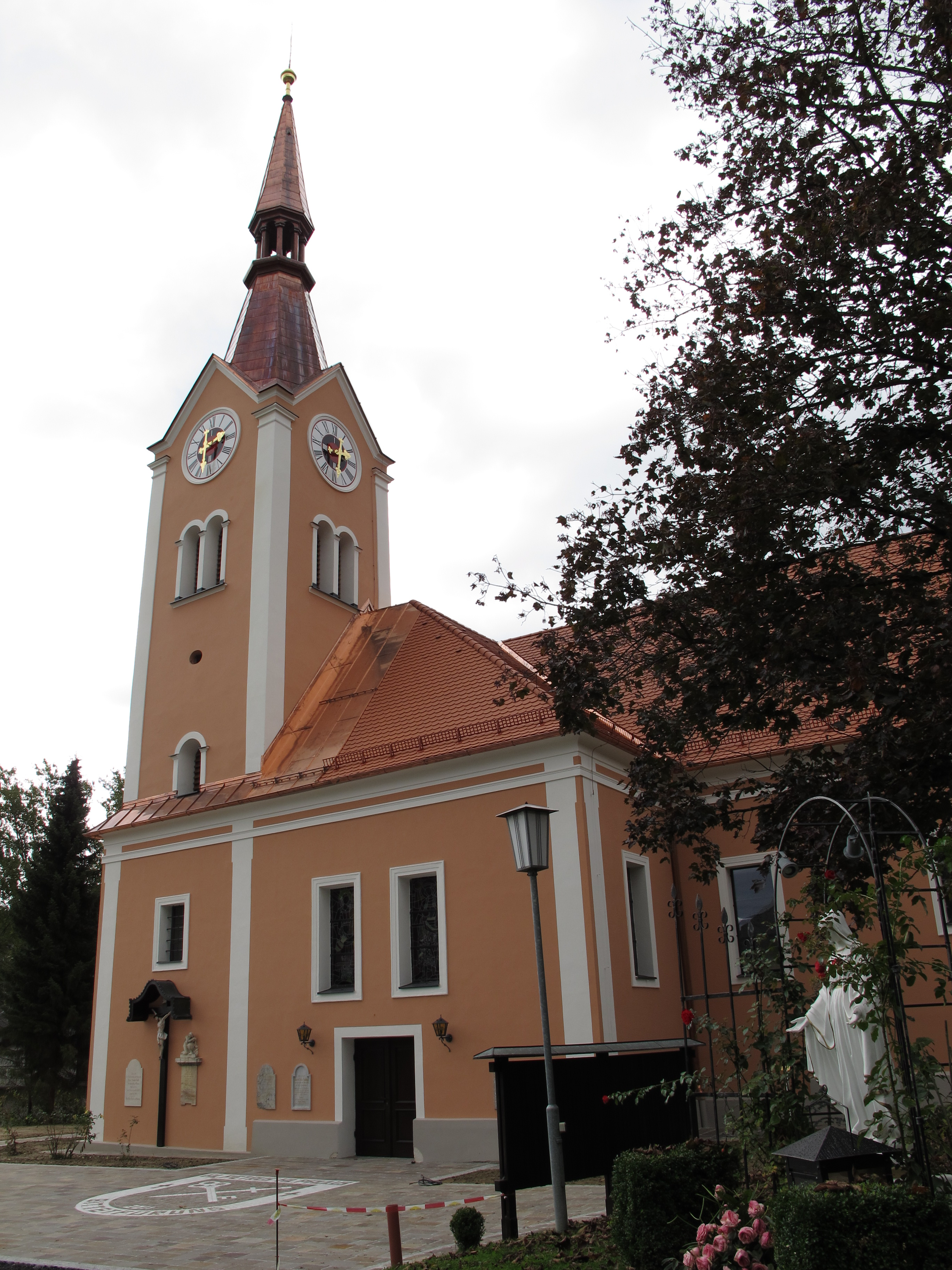
Pfarrkirche Hatzendorf

- Die Pfarrkirche Hatzendorf auf einer Anhöhe am westlichen Rand von Hatzendorf ist den beiden Aposteln Peter und Paul geweiht. Von der 1545 erstmals urkundlich erwähnten Peterskirche sind bis heute der Altarraum (Chor) und der Turm erhalten. Das Langhaus wurde 1679 neu gebaut und später um zwei Seitenarme kreuzförmig ausgebaut. Während der Renovierungsarbeiten im Jahr 1904 wurde das barocke Gewölbe durch Flachdecken ersetzt. Zwischen 1972 und 1975 wurde die einsturzgefährdete Kirche umfangreich saniert.

## Einrichtungen
- Die Freiwillige Feuerwehr Hatzendorf ist seit mehr als hundert Jahren ein wichtiger Bestandteil der Gemeinde und sorgt rund um die Uhr für die Sicherheit der Gemeindebürger.

## Bildung

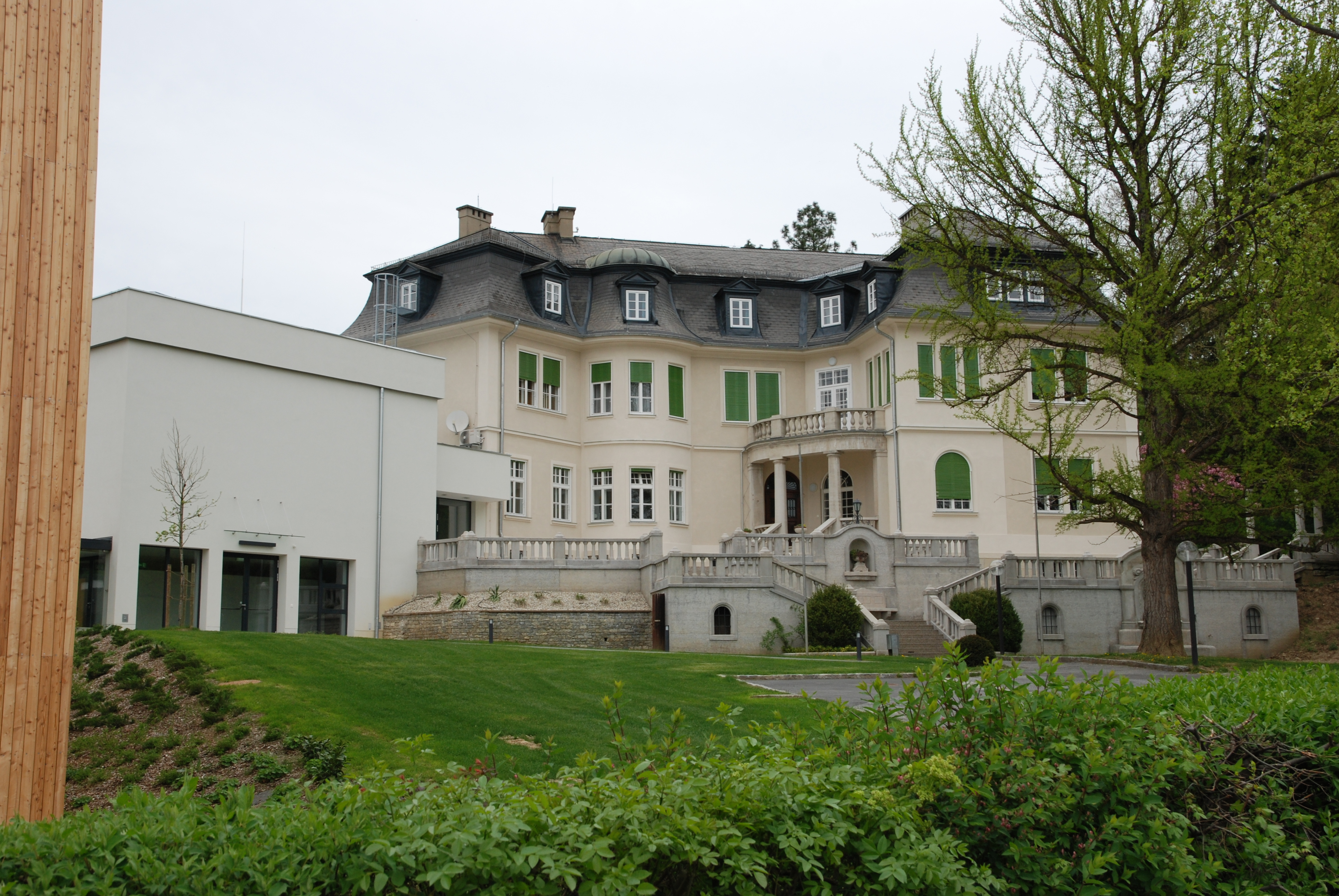
Landwirtschaftliche Fachschule

Neben Kindergarten und Volksschule ist in Hatzendorf auch eine Land- und forstwirtschaftliche Fachschule mit angeschlossenem Internat angesiedelt.

## Persönlichkeiten

### Ehrenbürger
- Alfred Petautschnig († 2022)[4]

### Söhne und Töchter
- Wolfgang Dax (* 1939), Politiker
- Wolfgang Götzinger (1944–2015), Bildhauer, Maler und Restaurator
- Michael Muhr (* 1944), Elektrotechniker, Institutsleiter und Vizerektor an der Universität Graz